# Dyrekreds
 "Zodiac" omdirigeres hertil. For andre betydninger af Zodiac, se Zodiac (flertydig).
 Denne artikel bør gennemlæses af en person med fagkendskab for at sikre den faglige korrekthed.
    Datointerval inkonsistent med en-wikipedia, som igen er inkonsistent med de-wikipedia. Det kan skyldes at tegnene er geografisk afhængig, men så skal det stå der.

Dyrekredsen (zodiak, græsk: zodiakos kyklos) er det bælte af stjernetegn på himlen som breder sig 8 grader på hver side af ekliptika, som Solen, Månen og planeterne Merkur, Venus, Mars, Jupiter, Saturn, Uranus og Neptun, set fra Jorden, bevæger sig igennem. Dyrekredsen har altid spillet en stor rolle i astrologi. Det stjernetegn man er født i, afgøres af i hvilket tegn Solen står i fødselsøjeblikket. Ligeledes bruger astrologer planeternes placering i Dyrekredsen på et givet tidspunkt til horoskoper.

## Opdeling
Der er tolv stjernetegn i dyrekredsen: Vædderen, Tyren, Tvillingerne, Krebsen, Løven, Jomfruen, Vægten, Skorpionen, Skytten, Stenbukken, Vandmanden og Fiskene. Reelt er der tale om tretten tegn, men af uvisse årsager er det trettende tegn, nævnt af Ptolemaeus i det 2. århundrede, ikke medtaget. Det trettende tegn er Slangebæreren som befinder sig mellem Skorpionen og Skytten.
Opdelingen af ekliptika i 12 sektorer, hver på 30° har fået navn efter tolv af de stjernetegn, der ligger i sektorerne. Tegnenes navne stammer helt tilbage fra Sumer i Mesopotamien ca. 2.000 år f.kr. Der var da bedre overensstemmelse mellem sektornavnene og stjernebilledernes placering men på grund af jordaksens præcession er det ikke længere tilfældet. Så i dag taler man om den sideriske zodiak, som er den faktiske dyrekreds (bruges i Indien), og den tropiske zodiak, som er den sektoropdelte version (bruges i Vesten).
Startpunktet for dyrekredsen er forårspunktet – eller Vædderpunktet – det ene af to punkter hvor ekliptika krydser himlens ækvator og hvor Solen står ved forårsjævndøgn. Dette punkt befinder sig i dag i stjernebilledet Fiskene.

## Astronomi kontra astrologi
| Stjernetegn | Dansk betegnelse | Observeret af astronomer | dg.  | Vedtaget af astrologer | dg. |
| ----------- | ---------------- | ------------------------ | ---- | ---------------------- | --- |
| Aries       | Vædderen         | 18. april - 13. maj      | 25,5 | 20. marts - 19. april  | 31  |
| Taurus      | Tyren            | 13. maj - 21. juni       | 38,2 | 20. april - 20. maj    | 31  |
| Gemini      | Tvillingerne     | 21. juni - 20. juli      | 29,3 | 21. maj - 20. juni     | 31  |
| Cancer      | Krebsen          | 20. juli - 10. aug.      | 21,1 | 21. juni - 22. juli    | 32  |
| Leo         | Løven            | 10. aug. - 16. sept.     | 36,9 | 23. juli - 22. aug.    | 31  |
| Virgo       | Jomfruen         | 16. sept. - 30. okt.     | 44,5 | 23. aug. - 22. sept.   | 31  |
| Libra       | Vægten           | 30. okt. - 20. nov.      | 21,1 | 23. sept. - 22. okt.   | 30  |
| Scorpio     | Skorpionen       | 20. nov. - 29. nov.      | 8,4  | 23. okt. - 21. nov.    | 30  |
| Ophiuchus*  | Slangebæreren    | 29. nov. - 17. dec.      | 18,4 | ikke brugt             | 0   |
| Sagittarius | Skytten          | 17. dec. - 20. jan.      | 33,6 | 22. nov. - 20. dec.    | 29  |
| Capricorn   | Stenbukken       | 20. jan. - 16. feb.      | 27,4 | 21. dec. - 19. jan.    | 30  |
| Aquarius    | Vandmanden       | 16. feb. - 11. marts     | 23,9 | 20. jan. - 18. feb.    | 30  |
| Pisces      | Fiskene          | 11. marts - 18. april    | 37,7 | 19. feb. - 19. marts   | 29  |

*Solen besøger 13 stjernebilleder, men der er kun 12 stjernetegn (Ophiuchus mangler).
Observeret: Jord-Sol efemeridetabel afrundet til én decimal (2008).
Solens 'vandring' igennem stjernebillederne, set fra Jorden.
Vedtaget: Dagens stjerner i et dagblad (2009-10).
Folk født i tidsrummet, tilhører stjernetegnet.
Bemærk at:
- Solen ikke krydser grænserne på samme tid af døgnet. Derfor er varigheden af Solens ophold ikke et heltal.
- Solen opholder sig fra 8,4 (skorpion) til 44,5 dage (jomfru) i stjernebillederne, mens stjernetegnene kun afviger fra 29 til 32 dage.
- Jordens præcession har flyttet datoerne, så selv om tvillingerne er på stort set lige mange dage, astronomisk og astrologisk, har de ingen datoer til fælles.

## Ordet zodiac
Ordet zodiac blev almindeligt brugt i Skandinavien helt frem til 1400-tallet, men i Danmark er ordet i nyere tid blevet fordansket til “stjernetegn” og ordet zodiac anvendes sjældent i dag.  I Norge er det stadig almindeligt at bruge ordet zodiac.
Ordet stammer fra latin zōdiacus og endvidere med rødder i det græske ζωδιακός κύκλος (zōdiakos kuklos), som betyder "cirkel af dyr" (dyrekreds), der stammer fra ζώδιον (zōdion), den diminutive form af ζῶον (Zoon) "dyr". Dette afspejler sig i udformningen af vores stjernetegn, hvor 6 ud af 12 er dyr, og 2 er mytologiske hybrider.